# Jorge Chávez
Jorge Antonio Chávez Dartnell,  más conocido como Jorge Chávez (París, 13 de junio de 1887-Domodossola, 27 de septiembre de 1910), fue un ingeniero y aviador peruano radicado en Francia. Murió en 1910 luego de haber cruzado por primera vez los Alpes desde Suiza (Brig) hasta Italia (Domodossola). Está considerado como un héroe de la aviación nacional civil del Perú. El Aeropuerto Internacional Jorge Chávez de Lima Metropolitana lleva su nombre en su honor. En Francia, Suiza e Italia es conocido como Géo Chavez.

## Primeros años
Jorge Chávez nació en París, siendo el cuarto hijo del matrimonio de Manuel Gaspar Chávez Moreyra y María Rosa Ramona Dartnell Guisse. Sus padres eran peruanos de posición acomodada que habían emigrado a Francia en 1884 tras la guerra del Pacífico. Por la vía materna era descendiente del almirante Jorge Martín Guisse.
Posteriormente, sus padres le inscribieron en el Consulado de Perú en París como peruano nacido en el extranjero, mostrando su acta de nacimiento (n.º 2026) y con la presencia de testigos. La Constitución peruana vigente entonces, consideraba como peruano de nacimiento a todo aquel nacido en país extranjero de padre o madre peruano y que hubiese sido inscrito por sus padres en el registro cívico nacional durante su minoría de edad o bien por voluntad propia ya de adulto (ius sanguinis); todo ello se cumplió en el caso de Jorge Chávez.
En París, estudió en el Lycée Carnot y en el Lycée Charlemagne, llegando a ser campeón interescolar de distintas disciplinas de atletismo. Tras concluir sus estudios escolares asistió a la École d’Électricité et de Mécanique Industrielle, conocida como la École Violet, de la que se graduó como ingeniero en 1910.
Durante su juventud obtuvo diversos títulos en atletismo representando a clubes franceses como el Royen, en Londres (1906), y el Racing, en París (1907). Además, practicó profesionalmente el fútbol y el rugby, y como aficionado el ciclismo, el automovilismo y el tiro.

## Carrera
Chávez estudió en la escuela de aviación establecida por Maurice y Henri Farman, quienes habían construido varios modelos de aviones. Obtuvo la licencia de piloto de aviación n.º 32 y realizó su primer vuelo en Reims el 28 de febrero de 1910, logrando mantenerse en el aire durante 1 hora y 42 minutos. Participó en varias competiciones aéreas: Biarritz, Niza, Tours (en ésta logró cubrir una distancia de 142 kilómetros), la semana de Lyon, Budapest, Rouen y Champagne. En julio de 1910 se decidió por el monoplano Blériot y en los balnearios de Blackpool y Bournemouth (Inglaterra) alcanzó el récord de altura con 1755 metros. Luego volvió a batir el récord mundial de altura en Issy-Les-Moulineaux, llegando a volar a 2652 metros.

## Vuelo final y muerte
Luego de sus éxitos anteriores, Chávez decidió emprender el primer vuelo que lograría cruzar los Alpes, en respuesta a un ofrecimiento de USD$ 20.000 por parte de un aeroclub de Italia para el primer aviador que regresara vivo de un vuelo de tal envergadura. Hubo tres concursantes, uno de los cuales —de nacionalidad italiana— fue eliminado por no presentarse a tiempo; el otro, un estadounidense, debió retirarse tras dos intentos fallidos. Luego de varios retrasos debido al mal tiempo en la zona, Chávez despegó de Ried-Brig, Suiza el 23 de septiembre de 1910, pasando por el Puerto del Simplon. Antes de partir dijo: Whatever happens, I shall be found on the other side of the Alps (Pase lo que pase, me encontrarán al otro lado de los Alpes). Cincuenta y un minutos después llegó a su destino final, la ciudad de Domodossola, Italia, logrando la hazaña, pero un fuerte viento rompió las alas de su frágil monoplano y cayó en picado desde veinte metros de altura.
Se descubrió poco después que una pieza de unión entre el fuselaje y un ala presentaba señales de una rotura anterior y había sido reparada de forma defectuosa con clavos. Gravemente herido, con fracturas en ambas piernas, pero consciente, Chávez fue trasladado al Hospital San Biaggio de Domodossola, donde fue oficialmente declarado ganador del concurso y recibió telegramas de todo el mundo felicitándolo por su logro. También recibió la visita del presidente del Aero Club de Italia y concedió una última entrevista a su amigo el periodista Luigi Barzini, contándole todos los detalles de su vuelo. Murió cuatro días después por la pérdida de sangre sufrida; en ese entonces no se hacían transfusiones sanguíneas, aparte de que no se le dio de beber agua suficiente. Según el testimonio de su amigo y compañero aviador Juan Bielovucic, sus últimas palabras fueron: «Arriba siempre arriba, hasta las estrellas».
El 1 de octubre, después de los servicios fúnebres en la Colegiata de Domodossola y en San Francisco de París, fue enterrado en el cementerio del Père-Lachaise junto a sus padres. Los discursos fueron pronunciados por Francisco García Calderón Rey y Léon Barthou.
En 1957, sus restos fueron repatriados y, tras diversas ceremonias en Francia y Perú, depositados en los jardines de la Base Aérea Las Palmas, en Lima.
Es de resaltar que la prensa mundial que informó sobre la hazaña de Jorge Chávez siempre lo mencionó como peruano. En diversas publicaciones como el Flight, órgano oficial del Real Aero Club del Reino Unido y primer semanario aéreo del mundo; el diario The New York Times; el Corriere della Sera de Italia; Le Matin, de Francia, se le mencionaba como «the young peruvian aviator», «l’aviateur jeune péruvien», etc.

## Legado
La muerte de Jorge Chávez causó gran conmoción en el mundo de la aviación. Domodossola y Brig, ciudades de inicio y arribo de su vuelo final, dedicaron monumentos en su honor. En Perú, Chávez se convirtió en icono para instituciones como la Fuerza Aérea del Perú.
Se construyó un monumento en su homenaje en el Campo de Marte de Lima y el aeropuerto de Perú inaugurado en 1960 lleva su nombre en homenaje.

## Galería

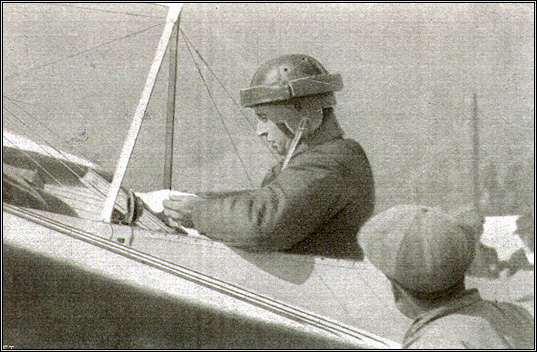
Jorge Chávez con el casco de vuelo en su avión Bleriot, presto a partir del campo de Brig para el cruce de los Alpes.
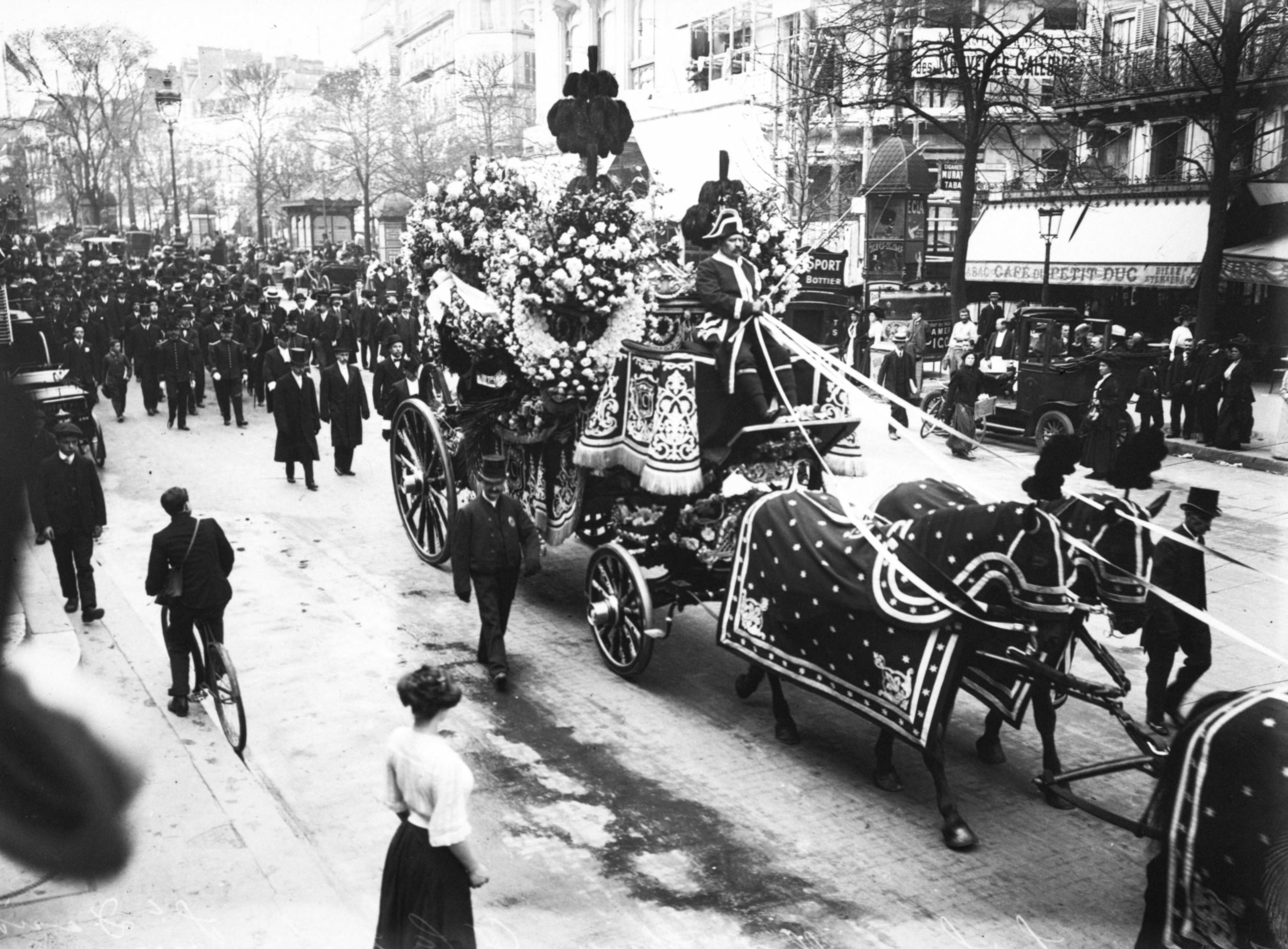
Funeral de Jorge Chávez en París.
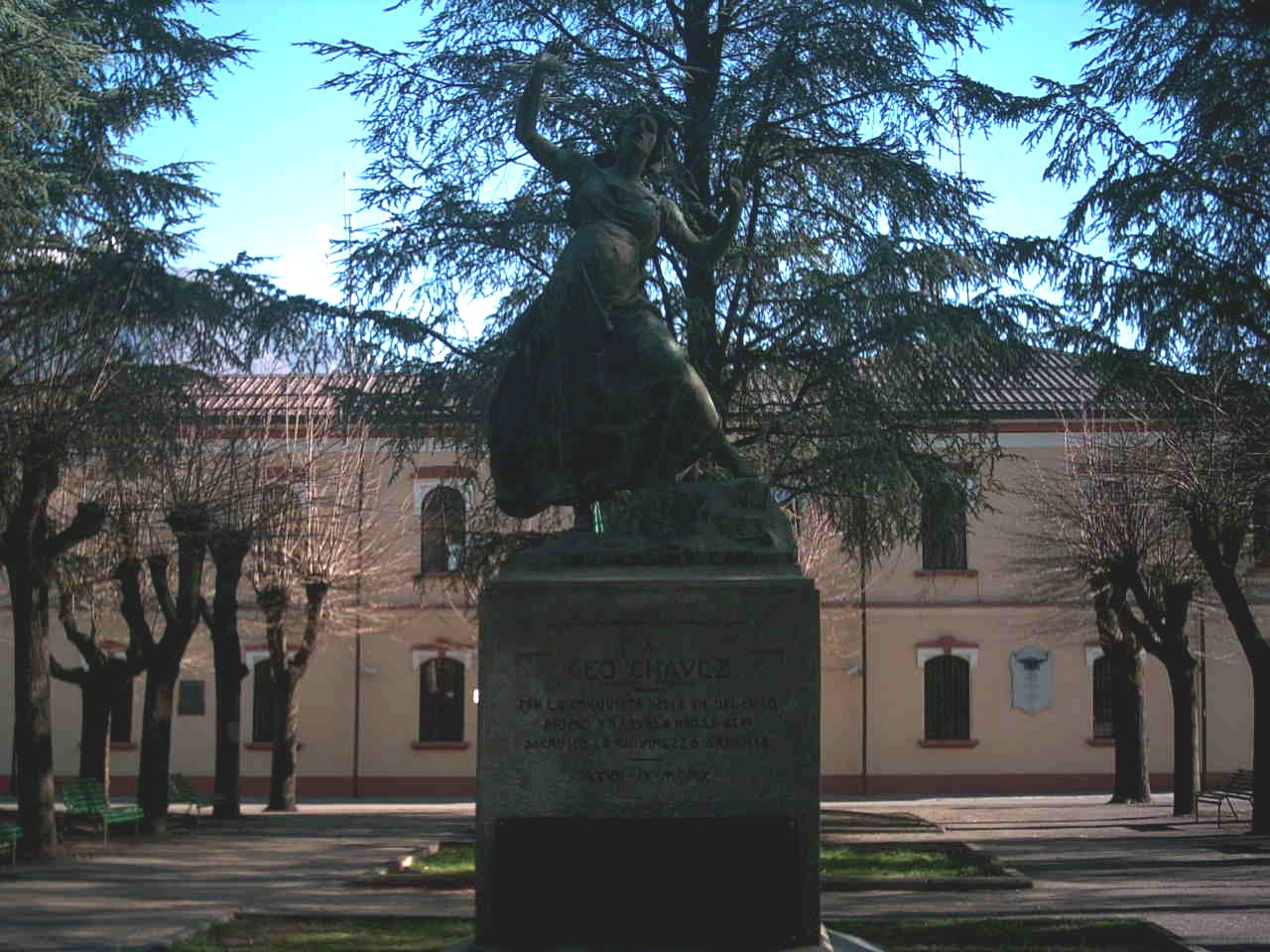
Monumento a Jorge Chávez en Domodossola.
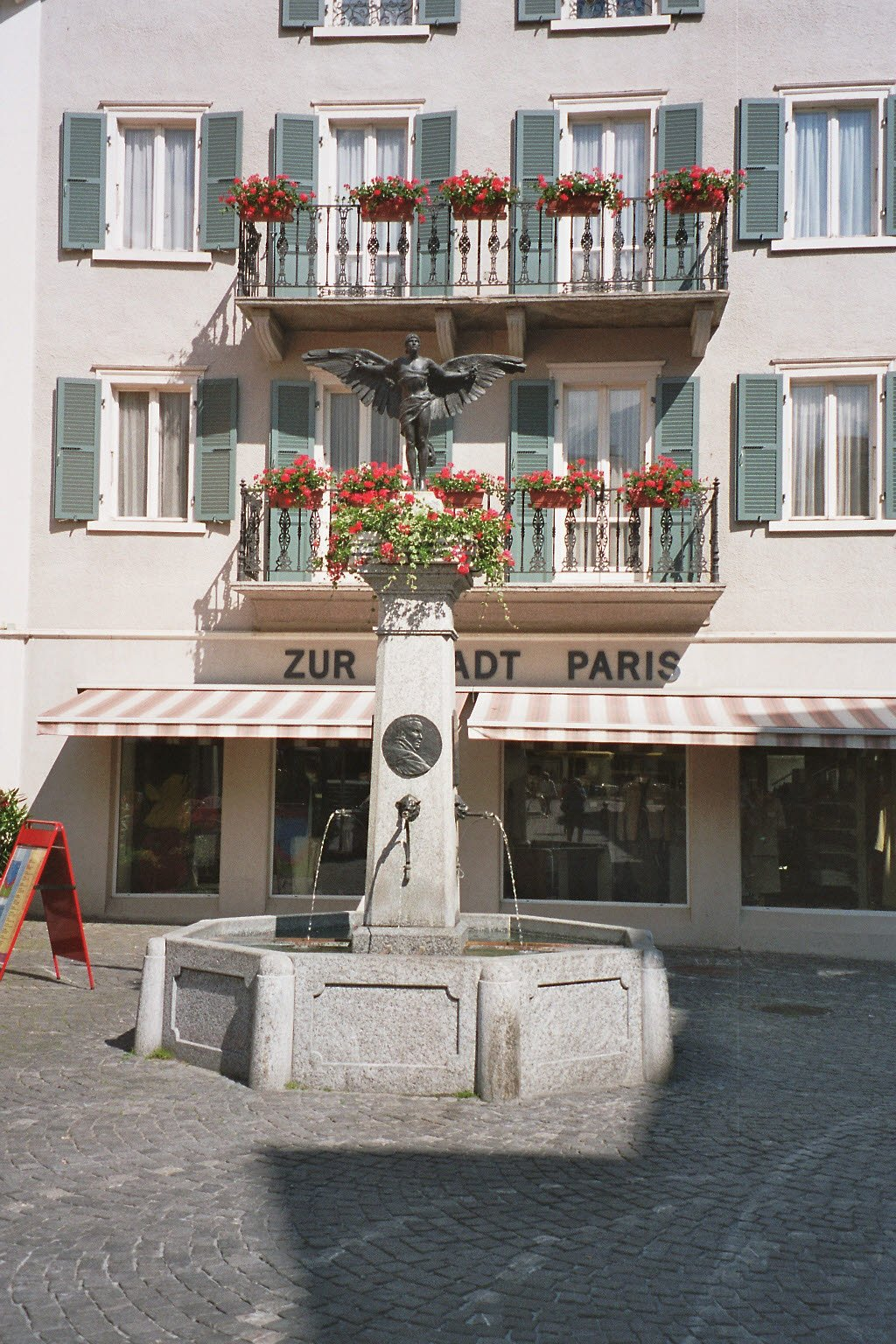
Monumento a Jorge Chávez en Brigue.
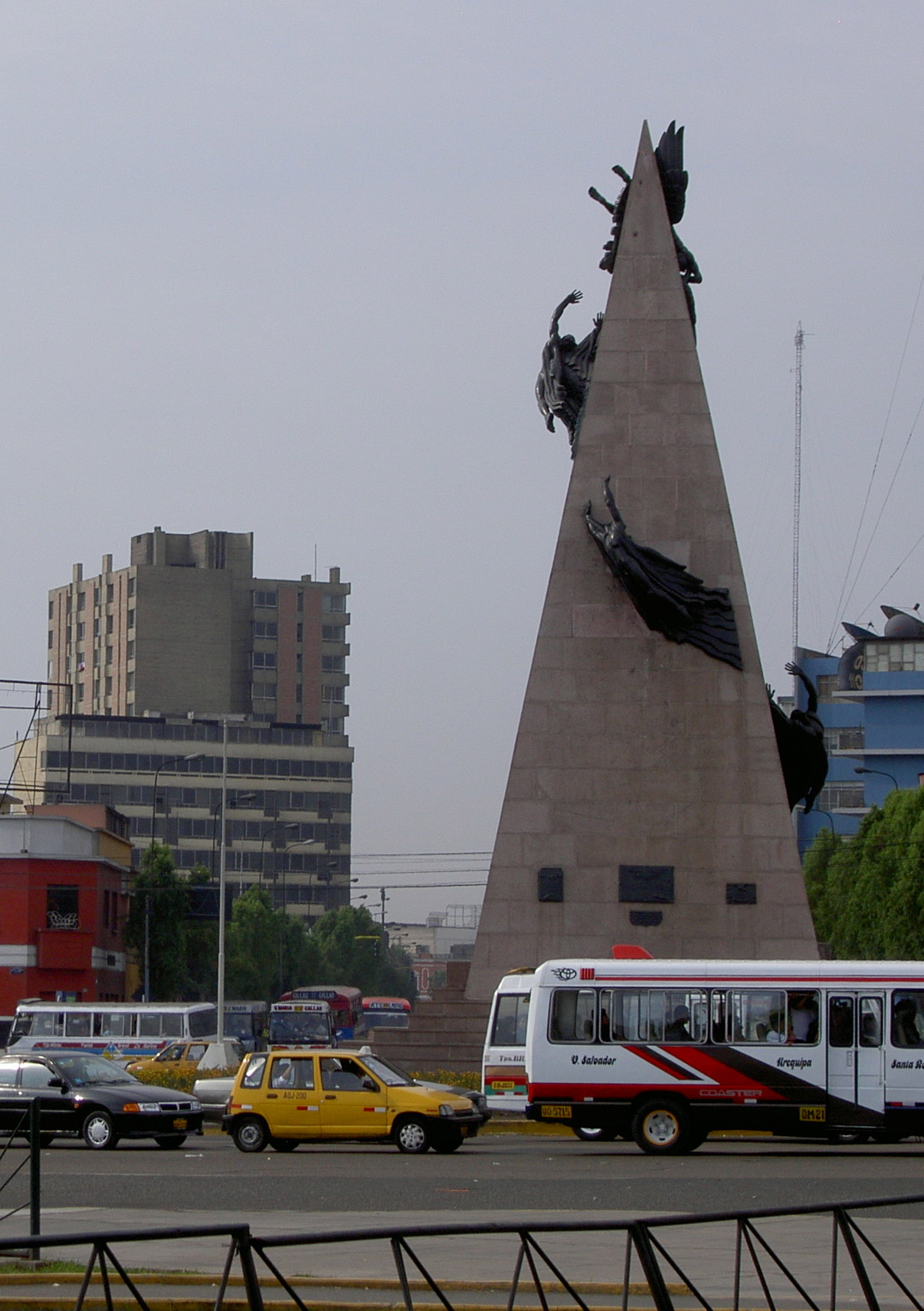
Monumento a Jorge Chávez en Lima.
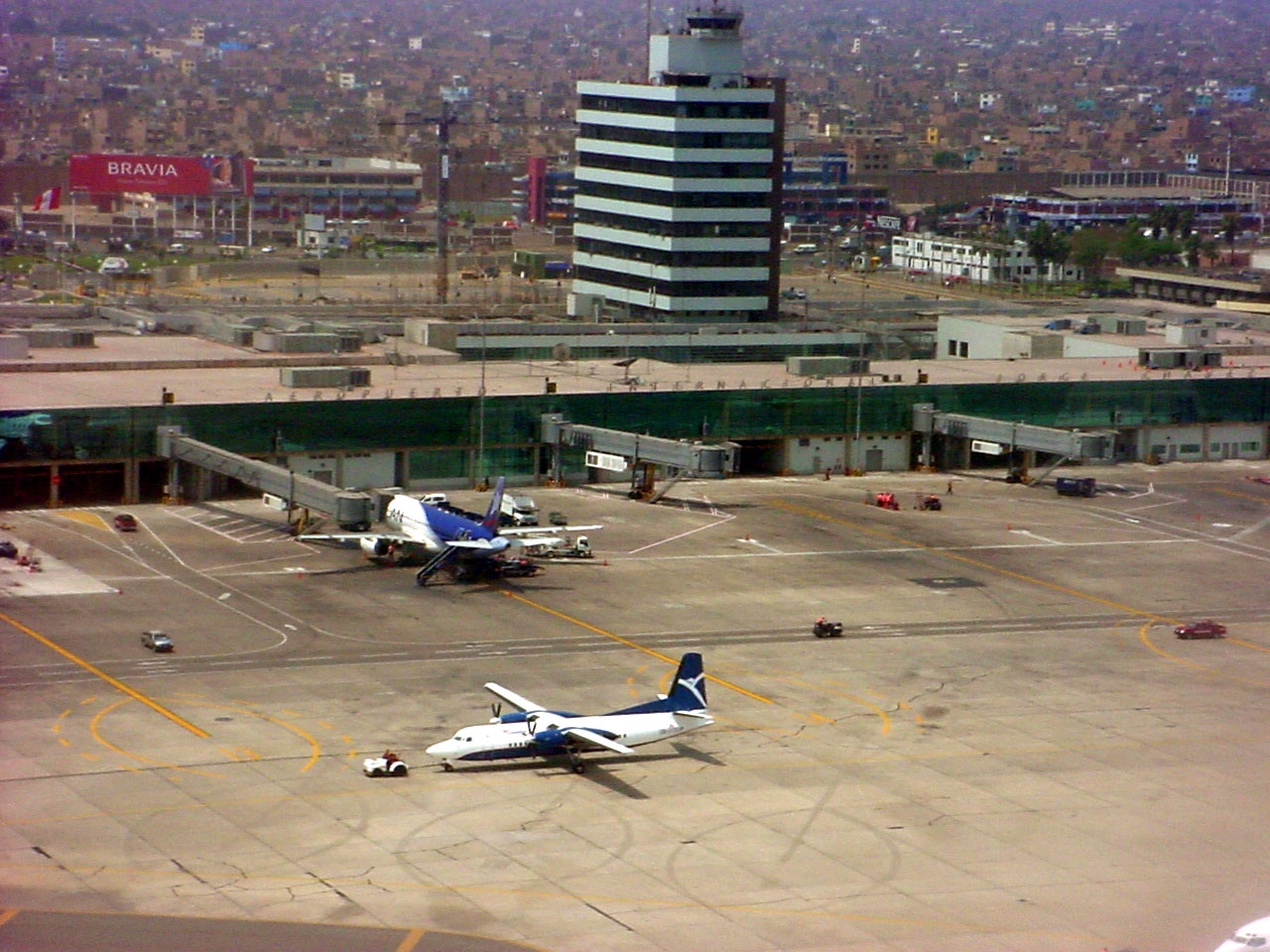
Aeropuerto Internacional Jorge Chávez de Perú.